# Гаврилков, Михаил Фёдорович
Михаил Федорович Гаврилков (1820—1890) — протоиерей Русской православной церкви, профессор богословия, ректор Полтавской семинарии.

## Биография
Михаил Гаврилков родился в 1820 году в семье вольноотпущенного крестьянина князя Репнина, селения Андреевки Гадячского уезда Полтавской губернии. 
Образование получил в Роменском духовном училище, Переяславской (Полтавской) семинарии и Киевской духовной академии, которую окончил со степенью магистра в 1847 году. 
Состоял профессором Полтавской семинарии (1847—1855 гг.), настоятелем, в сане протоиерея, собора в Константинограде (1855—1864 гг.) и Николаевской церкви Русской православной церкви в Полтаве (1864—1868 гг.) и с 1868 года вновь профессором богословия и в то же время ректором Полтавской духовной семинарии. 
27 августа 1890 года он был вынужден выйти в отставку из-за пошатнувшегося здоровья. 
Михаил Фёдорович Гаврилков умер 18 сентября 1890 года в городе Полтаве. Оставил после себя дневник..
Его брат Савва также посвятил свою жизнь служению Богу.